# Вера (Трпиня)
Вера (хорв. Vera) — населений пункт у Хорватії, у Вуковарсько-Сремській жупанії у складі громади Трпиня.

## Населення
Населення за даними перепису 2011 року становило 453 осіб.
Динаміка чисельності населення поселення:

## Клімат
Середня річна температура становить 11,14 °C, середня максимальна – 25,49 °C, а середня мінімальна – -5,94 °C. Середня річна кількість опадів – 644 мм.
| Клімат поселення                              | Клімат поселення | Клімат поселення | Клімат поселення | Клімат поселення | Клімат поселення | Клімат поселення | Клімат поселення | Клімат поселення | Клімат поселення | Клімат поселення | Клімат поселення | Клімат поселення | Клімат поселення |
| Показник                                      | Січ.             | Лют.             | Бер.             | Квіт.            | Трав.            | Черв.            | Лип.             | Серп.            | Вер.             | Жовт.            | Лист.            | Груд.            |                  |
| Середній максимум, °C                         | 5,91             | 7,88             | 12,57            | 17,29            | 22,68            | 25,49            | 25,18            | 24,86            | 20,84            | 15,33            | 9,30             | 5,40             |                  |
| Середня температура, °C                       | 0,00             | 1,93             | 6,64             | 11,36            | 16,76            | 19,56            | 21,24            | 20,96            | 16,94            | 11,38            | 5,40             | 1,50             |                  |
| Середній мінімум, °C                          | −5,94            | −4               | 0,68             | 5,44             | 10,79            | 13,64            | 17,34            | 17,02            | 13,02            | 7,49             | 1,50             | −2,4             |                  |
| Норма опадів, мм                              | 41               | 36               | 39               | 52               | 60               | 81               | 65               | 60               | 49               | 52               | 59               | 50               |                  |
| Середньомісячна швидкість вітру, м/с          | 2.35             | 2.60             | 2.90             | 2.80             | 2.50             | 2.30             | 2.20             | 2.10             | 2.00             | 2.20             | 2.30             | 2.40             |                  |
| Середньомісячна сонячна радіація, кДж/м²·день | 4257             | 6992             | 11035            | 15573            | 19361            | 21772            | 22350            | 20314            | 15106            | 9498             | 4833             | 3537             |                  |
| --------------------------------------------- | ---------------- | ---------------- | ---------------- | ---------------- | ---------------- | ---------------- | ---------------- | ---------------- | ---------------- | ---------------- | ---------------- | ---------------- | ---------------- |
| Джерело:                                      |                  |                  |                  |                  |                  |                  |                  |                  |                  |                  |                  |                  |                  |